# Do-Can
A Do-can Okui Maszami negyedik nagylemeze, mely 1998. szeptember 23-án jelent meg a King Records kiadó gondozásában.

## Érdekességek
- Az album jól szerepelt a japán lemezeladási listán, az első héten a tizenkettedik helyen nyitott, és 31 020 kelt el belőle. Az összes eladás becslés szerint 40-45 000 körül mozog.
- A borítón található képek az egyik japán repülőtéren, és európai nyaralása alatt készültek.

## Dalok listája
1. Makoon (1999) 2:00
2. Aka (L.A. version) 4:48
3. Kiss in the Dark 4:08
4. Big-3 4:16
5. Taijó no hana (Isamix) 4:33
6. Siavaszette 4:43
7. Eve 5:09
8. Climax 5:47
9. Birth (Takemix) 4:24
10. Vitamin (zettai, szouda) 4:06
11. Koisimaso nebaribaso (Daitamix) 4:49
12. Dareka ga, dareka vo 4:43

## Albumból készült kislemezek
- Birth (1998. május 22.)
- Aka (1998. augusztus 7.)